# Junta Suprema de Santa Fe
La Junta Suprema de Santa Fe, Junta de Gobierno de Santa Fe o Junta Suprema del Nuevo Reino de Granada fue un gobierno provisional creado en Santafé de Bogotá, capital del virreinato de la Nueva Granada tras la revuelta del 20 de julio de 1810, acontecimientos que surgen tras el vacío de poder por la invasión napoleónica en la península española y hecho histórico que indirectamente ocasionó los primeros indicios del proceso de independencia de la Nueva Granada, hoy Colombia.
La Junta fue conformada tras una serie de acontecimientos impulsados por el descontento criollo, el vacío de poder en la monarquía española, y el clima de agitación política, en principio no se habló de independencia, se planteó como una forma de autogobierno legítimo en nombre del rey Fernando VII, cuyo trono se encontraba usurpado por José Bonaparte.
Ese día, en una sesión extraordinaria del Cabildo de Santa Fe, se redactó y firmó un acta en la cual se reconocía la voluntad del pueblo de asumir su soberanía, en tanto no se restableciera el legítimo monarca Fernando VII. La Junta asumió funciones ejecutivas y administrativas en la capital, sentando las bases para una progresiva transformación del régimen colonial-virreinal hacia una estructura republicana.[cita requerida]
La junta logró establecer su dominio sobre Santa Fe de Bogotá, capital política del virreinato pero no logró unificar al reino, las provincias de la Nueva Granada tenían intereses económicos diferentes y algunas habían establecido su propia junta mucho antes que santa fe, por lo tanto no querían ser dominados por las elites santafereñas. Mientras Pamplona, Nóvita y Mariquita reconocían la autoridad de la junta suprema, Cartagena de Indias y Santiago de Cali querían autonomía total, otras provincias solo reconocían al consejo de regencia.La junta suprema invita a las provincias a enviar a un diputado general para establecer un congreso, sin embargo, solo cinco atendieron y así se establece el primer congreso de diciembre de 1810.
Entre los miembros inicialmente proclamados como vocales del nuevo gobierno se encontraban destacados representantes de la élite civil, militar, eclesiástica y académica del virreinato. Entre ellos el alcalde de la ciudad José Miguel Pey y Juan Bautista Pey, José Sanz de Santamaría, Manuel de Pombo, Camilo Torres Tenorio, Luis Caycedo y Flórez, Miguel de Pombo, Francisco Morales, Pedro Groot, Frutos Joaquín Gutiérrez, Juan Gómez, Luis Eduardo de Azuola, Manuel Álvarez, Ignacio Herrera y Vergara, Joaquín Camacho, Emigdio Benítez, el capitán Antonio Baraya, el teniente coronel José María Moledo, fray Diego Padilla, Sinforoso Mutis, Juan Francisco Serrano Gómez, José Martín París, Antonio Morales, y Nicolás Mauricio de Omaña.
Posteriormente se unieron otros otros personajes aclamados por el pueblo para hablar de primero, como el regidor José Acevedo y Gómez apodado El Tribuno del Pueblo y Andrés Rosillo, cuya incorporación fue exigida por las masas congregadas en la plaza. La presión popular también influyó en decisiones críticas, como la solicitud de que se pusiera el parque de artillería bajo control civil y no virreinal, Pey, Moledo y Torres ordenan que el parque se ponga bajo control de José de Ayala y Vergara.
Una vez se establece la junta los vocales toman juramento ante el cabildo y el pueblo congregado. Se rinde fidelidad a la religión católica y al rey Fernando VII de España y se asume el compromiso con la libertad del Reino.[cita requerida]
Este acto fue legitimado por la presencia del oidor Juan Jurado, comisionado del virrey de la Nueva Granada, Antonio Amar y Borbón quien se suponía que iba a presidir la junta, pero se negó a ejercer el cargo y como tal se le pasó el cargo de forma interina a José Miguel Pey, alcalde de la ciudad.[cita requerida]
Esta transición marca simbólicamente el principio del cambio virreinal al republicano.[cita requerida]
Algunos líderes;
|         |
| Acevedo |

|     |
| Pey |

|        |
| Torres |

|        |
| Caldas |

|                    |
| Sanz de Santamaría |

|       |
| Pombo |

|         |
| Herrera |

|         |
| Caicedo |

|       |
| París |

|        |
| Baraya |

|         |
| Álvarez |

|         |
| Morales |